# 데어라 하월
데어라 하월(영어: Dara Howell, 1994년 8월 25일~)는 캐나다의 여자 프리스타일 스키 선수이다. 2014년 2월 11일 소치 동계올림픽
여자 프리스타일 스키 슬로프 스타일 결승 1차에서 94.20포인트를 기록해 금메달을 획득했다.

### 올림픽
| 년도 | 대회일   | 장소        | 종목          | 결과  | 메달 |
| ---- | -------- | ----------- | ------------- | ----- | ---- |
| 2014 | 2월 11일 | 러시아 소치 | 슬로프 스타일 | 94.20 |      |